# Georg von Tschernembl

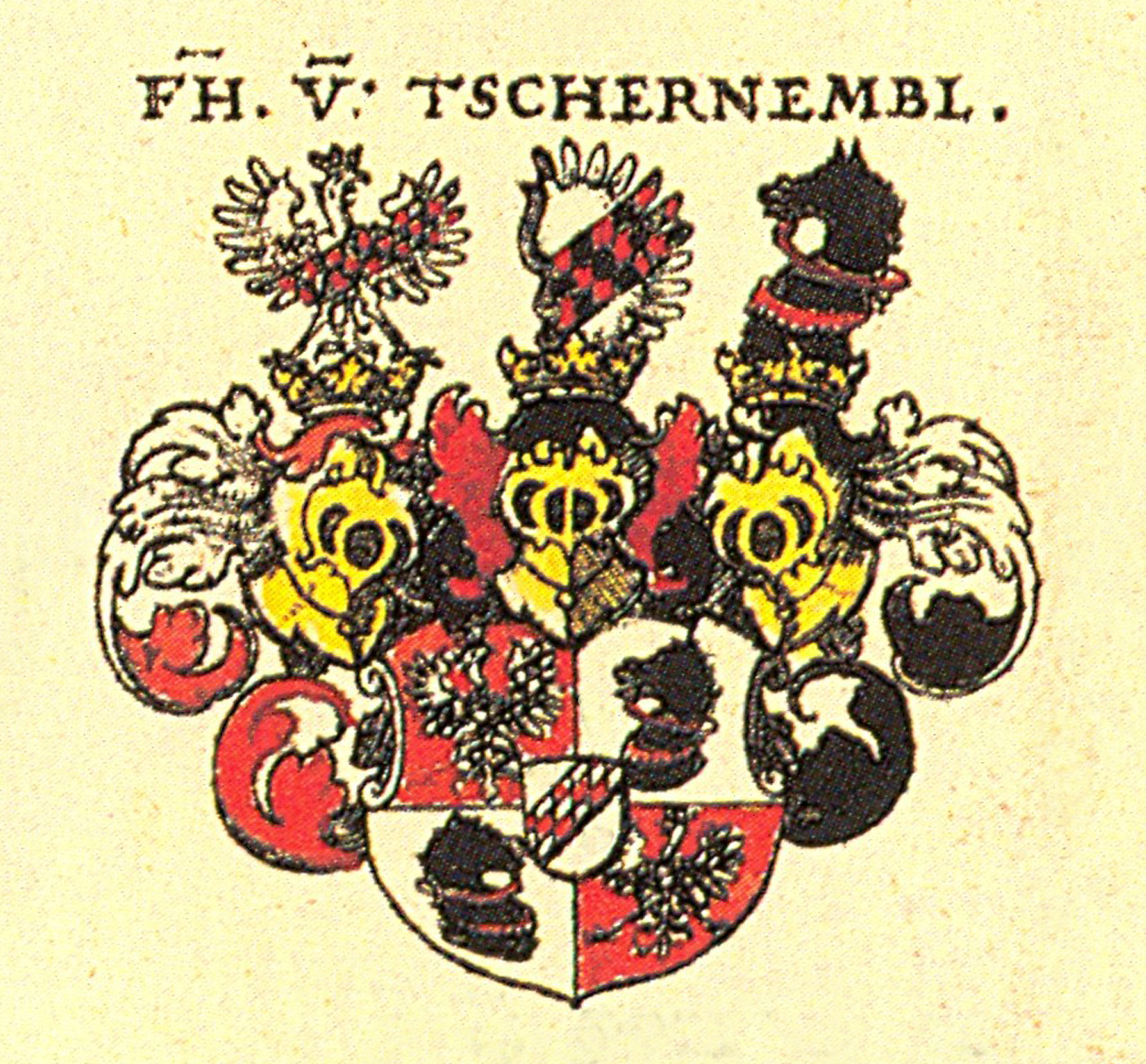
Wappen der Freiherrn von Tschernembl

Georg Herr von Tschernembl († 1480) war ein Adeliger und zuletzt Landeshauptmann der  Steiermark.

## Leben
Georg von Tschernembl war der Sohn von Ritter Petrus von Tschernembl und dessen zweiter Gattin Ursula Gradner.
1435 wurde er Vicedom und Hauptmann zu Triest und begleitete Friedrich III. 1436 auf dessen Pilgerfahrt ins Heilige Land. 1477 übergibt er die Hauptmannschaft von Triest an Nicolaus Rauber und wird Landeshauptmann in der Steiermark, stirbt aber schon 1480.
1464 ist Georg mit seinem Bruder Caspar von Kaiser Friedrich III. in den Herrnstand und zu Reichs-Panierherren erhoben und mit den Erbschenkenamt in Krain und der Windischen Mark belohnt worden.
Georg war in erster Ehe mit Anna Weinburger, 1450 in zweiter Ehe mit Agnes von Kraigk (Kreig), der Schwester von Georg, Hartneid und Andre Kraiger von Kraigk verheiratet. 1460 heiratet er als dritte Gattin Adelgund von Rohr, Tochter von Ottokar Rohr und Katharina Heußler, die Kinder hießen Heinrich, Balthasar und Helena.